# Ana Lendvaj
Ana Lendvaj (1949. – 23. veljače 2016.), hrvatska modna i likovna kritičarka, hrvatska pjesnikinja, kolumnistica i vrhunska publicistica,

## Životopisi
Rođenja 1949. godine. 1960-ih i 1970-ih studirala je jugoslavistiku i komparativnu književnost na zagrebačkom Filozofskom fakultetu te biotehnologiju na BTO-u u Zagrebu. Prisutna u omladinskom i studentskom tisku. Skupa s Brankom Malešom bila je nezaobilazni dio dio umjetničkog emancipiranog buđenja zagrebačke urbane pozornice. U isto vrijeme pisala je i pjesme, koje je objavila u zbornicima Mladi hrvatski pjesnici uz autore kao što su Stjepan Gulin, Branko Maleš, Sead Begović, Božica Jelušić, Drago Štambuk, Rene Matoušek i dr. Bila je u tom razdoblju voditeljica književne večeri. Zagrebački Lapidarij imao je čast ugostiti njene večerei. Zadnjih godina uređivala je i poetske zbirke za zagrebačku Altagamu. Bila je članicom ULUPUH-a (Udruženja primijenjenih umjetnika Hrvatske), koji ju je 2013. nagradio. Kustosica brojnih izložbi i autorica brojnih kataloških tekstova za izložbe.U ULUPUHU-u je bila članica Studijske sekcije. Osobito je priređivala izložbe i programe u svezi s dizajnom i suvremenom umjetnošću. U Hrvatskoj je među prvima prepoznavala i pisala o prvim obrtima koji su stvarali modu u nas 1970-ih i 1980-ih godina. Kritički je vrednovala prve industrijske kolekcije i konfekcije od Kamenskoga, Varteksa, DTR-a i ostalih, a s druge strane pisal je tekstove o revijama obrtnika i tranziciji iz nekadašnjih socijalističkih kolektiva modne industrije prema poimeničnom doprinosu modnom dizajnu od 1990-ih godina i prvih desetljeća 21. stoljeća. Pratila je na stotine modnih revija, Zlatnih igala, Tjedana mode i Modnih ormara.
Suautorica knjige Feđe Vukića i Ivana Rogića “Zagreb – modernost i grad” iz 2003. Nije dovršila monografiju Primijenjena modna umjetnost Hrvatske. Sociologu Žarku Paiću uredila je knjigu Vrtoglavica u modi – prema vizualnoj semiotici tijela. Knjiga je važna jer je prva hrvatska modologija odnosno sveobuhvatna, interdisciplinarna studija o modi. 
U antologiju hrvatske modne pozornice upisala je imena Branke Donassy, Dženise Pecotić, I-gle, Roberta Severa, Igora Galaša, Tončija Vladislavića, Ruže Hodak, Davora Klarića, Renate Svetić i brojnih drugih kreatora.
Pisala je kritike za Večernji list, za koji je pisala honorarno od 1975. i za stalno od 1979. pa sve do smrti. Uvijek je bila otvorena ka mladim, kreativnim ljudima i praksama što joj je otvaralo novinske stranice mnogih specijaliziranih časopisa, novina, priloga. U Večernjem listu pisala je u kulturnoj rubrici gdje je pratila novu umjetničku praksu, a od 1985. posvetila se modnoj i tekstilnoj sceni, motivacijom dizajn kao umjetnost). Rad Ane Lendvaj dotakao se poznatih osoba poput Branke Donassy, Dženise Pecotić, Tonča Vladislavića, Matije Vuice i drugih. Poznatoj Vuici Ana Lendvaj organizirala je modne revije još osamdesetih godina 20. stoljeća.
Važna je osoba hrvatskog novinarstva, zato što je bila novinarkom novinarka koja je modu i modnu kritiku uvela na stranice dnevnog tiska. Također je bila važna za etabliranje modnih manifestacija. 
Hrvatsku publicistiku obogatila je kolumnom u Večernjakovu Ekranu, u kojoj je pisala o medijski potpuno zanemarenom radijskom programu. Često je pisala na sva tri svoja polja: u modi o modnim revijama, u književnmosti o pjesničkim prvijencima ili u likovnosti o izložbama nestora hrvatske likovne pozornice.
Pokretač i organizator Fashion.hr Vinko Filipić Večernjem listu prvi je predložio osnovati Modnu nagradu koja će nositi ime Ane Lendvaj, što se i ostvarilo. Zajedno će ju pokrenuti Večernji list i Fashion.hr, a prva će biti dodijeljena za 2016. godinu. Nagradu će dobiti autor najbolje kolekcije prikazane te godine. U konkurenciju ulaze sve kolekcije hrvatske mode, iz svih modnih manifestacija, ali i prikazane kao samostalne revije. Modni novinari odlučit će o pobjedniku.

## Vanjske poveznice
- Večernji list Anine riječi koje treba upamtiti: Dobro je ono što je dobro za život, Denis Derk, 29. lipnja 2016.